# モレラ岐阜駅
モレラ岐阜駅（モレラぎふえき）は、岐阜県本巣市早野にある、樽見鉄道樽見線の駅である。駅番号はTR07。

## 歴史
都築紡績糸貫工場跡地に2006年4月29日に開店した大型商業施設「モレラ岐阜」の最寄駅として、同年4月21日に新設した。本巣市と結んだ協定に基づきモレラ岐阜管理会社が事業費約6,000万円を負担し、本巣市が整備した。
新設当初は年間約7万人利用を見込んでいた。しかし、新設から1年を経ずに年間利用者数は10万人を突破、2013年度には樽見鉄道の年間輸送人員64万人のうち、13万人が当駅利用者となっている。
施設名「モレラ」は "MALera" と表記するが、駅名標ローマ字表記は日本語で "MORERA" となっている（テクノさかき駅と同様）。

### 年表
- 2006年（平成18年）
  - 4月21日：樽見鉄道樽見線北方真桑駅 - 糸貫駅間に新設[1]。
  - 12月13日：利用者数10万人突破、記念行事開催[2]。

## 駅構造

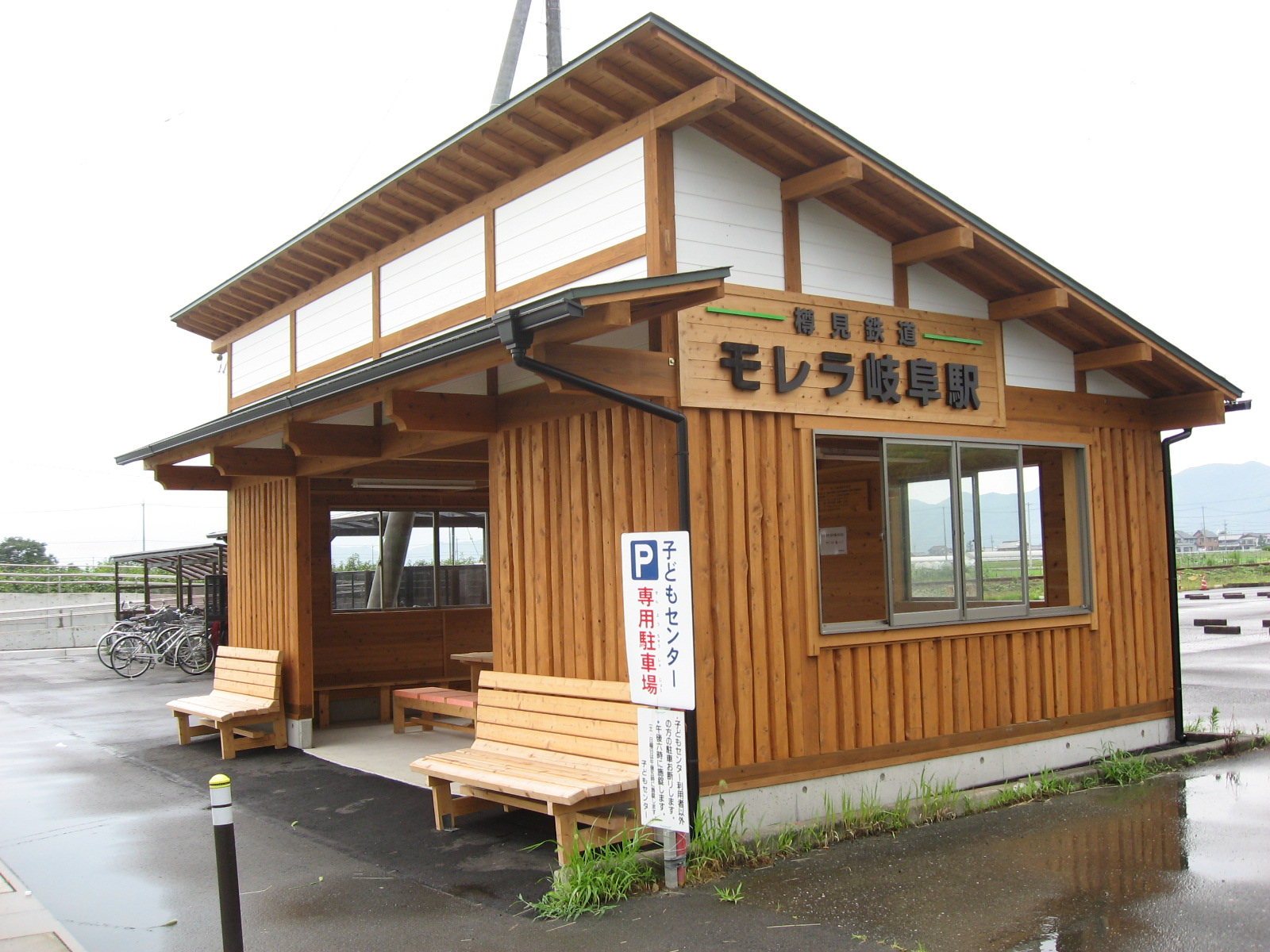
待合室

単式ホーム1面1線を有する地上駅。ホームは長さ70m、幅2.5mで待合室が設置されている。
無人駅。休日等の混雑時には職員が配置される。また、桜ダイヤ期間中、普通乗車券を所持している旅客は当駅で途中下車可能。駅前には50台の自転車が収容可能な屋根付駐輪場が設置されている。

## 利用状況
| 年度               | 1日平均乗車人員 |
| ------------------ | --------------- |
| 2011年（平成23年） | 69              |
| 2012年（平成24年） | 93              |
| 2013年（平成25年） | 96              |
| 2014年（平成26年） | 107             |
| 2015年（平成27年） | 116             |
| 2016年（平成28年） | 121             |

## 駅周辺
- モレラ岐阜 - 駅東方約150メートル
- 本巣市役所本庁舎[4]
- 東海環状自動車道 本巣インターチェンジ
- 国道157号
- 国道303号
- 本巣市立糸貫西幼児園
- 北方自動車学校

### バス路線
駅前には乗入れない。モレラ岐阜に行くと停留所があり、以下の路線が発着する。
モレラ岐阜停留所
- 岐阜乗合自動車
  - モレラ忠節線
    - 大野バスセンター
    - 名鉄岐阜・JR岐阜

  - 大野穂積線
    - 大野バスセンター
    - 穂積駅前
- 本巣市市営バス
  - 本巣・糸貫線
  - 弾正線
  - 真桑線

※本巣市市営バスは各路線共にモレラ岐阜を基点とした循環系統となっており、火・木・土のみ運行。

## 隣の駅
樽見鉄道
■樽見線
北方真桑駅 (TR06) - モレラ岐阜駅 (TR07) - 糸貫駅 (TR08)